# Duellmanohyla soralia
A Duellmanohyla soralia a kétéltűek (Amphibia) osztályának békák (Anura) rendjébe és a levelibéka-félék (Hylidae) családjába tartozó faj.

## Előfordulása
A faj Guatemala  és Honduras Sierra del Merendón hegységében él. Természetes élőhelye a szubtrópusi és trópusi nedves síkvidéki erdők, folyók, szubtrópusi és trópusi nedves hegyvidéki erdők, folyók. A fajra élőhelyének elvesztése jelent fenyegetést.